# 女神橋
女神橋（めがみばし）は、神奈川県横浜市西区みなとみらい一丁目と中区新港二丁目を結ぶ歩行者専用の橋（人道橋）。

## 概要
みなとみらい地区の横浜国際平和会議場（パシフィコ横浜、18街区）付近とカップヌードルミュージアムパーク（新港10街区）の間の海沿いに架かり、100mほど上流の臨港幹線道路（国際大通り）の国際橋に代わって大岡川の最も下流の橋梁となる。本橋を介し、臨港パーク方面と横浜ハンマーヘッド・横浜赤レンガ倉庫方面を結ぶ歩行者動線が構築される。総工費は4億円で、国費と市債各1億7500万円、横浜市の一般財源5千万円が投じられる（後述の追加工事費含まず）。

### かさ上げ追加工事
2020年3月、横浜港運河パークを拠点とするシャイニークルーズの観光船が、潮位によっては女神橋下を航行できないことが判明。国際橋の橋桁に記載された「桁下3.5m」の表記に合わせて桁下高3.5mで発注されたが、国際橋の実際の桁下高は4.2mあり、女神橋の設計にあたって国際橋の実測は行われなかった。横浜市港湾局では、橋桁を60cmジャッキアップ（かさ上げ）して、国際橋と同等の4.2mの桁下高を確保する追加工事を行うと決めた（追加工事費は約7千万円）。
当初は同年7月末の開通を予定していたが、これにより大幅に遅れることとなり同年10月の工事再開後、階段利用限定で同年12月28日に先行開通となった。なお、スロープ部分も造り直すことになったが、2021年3月31日にこの部分も含めて供用開始（全面開通）された。

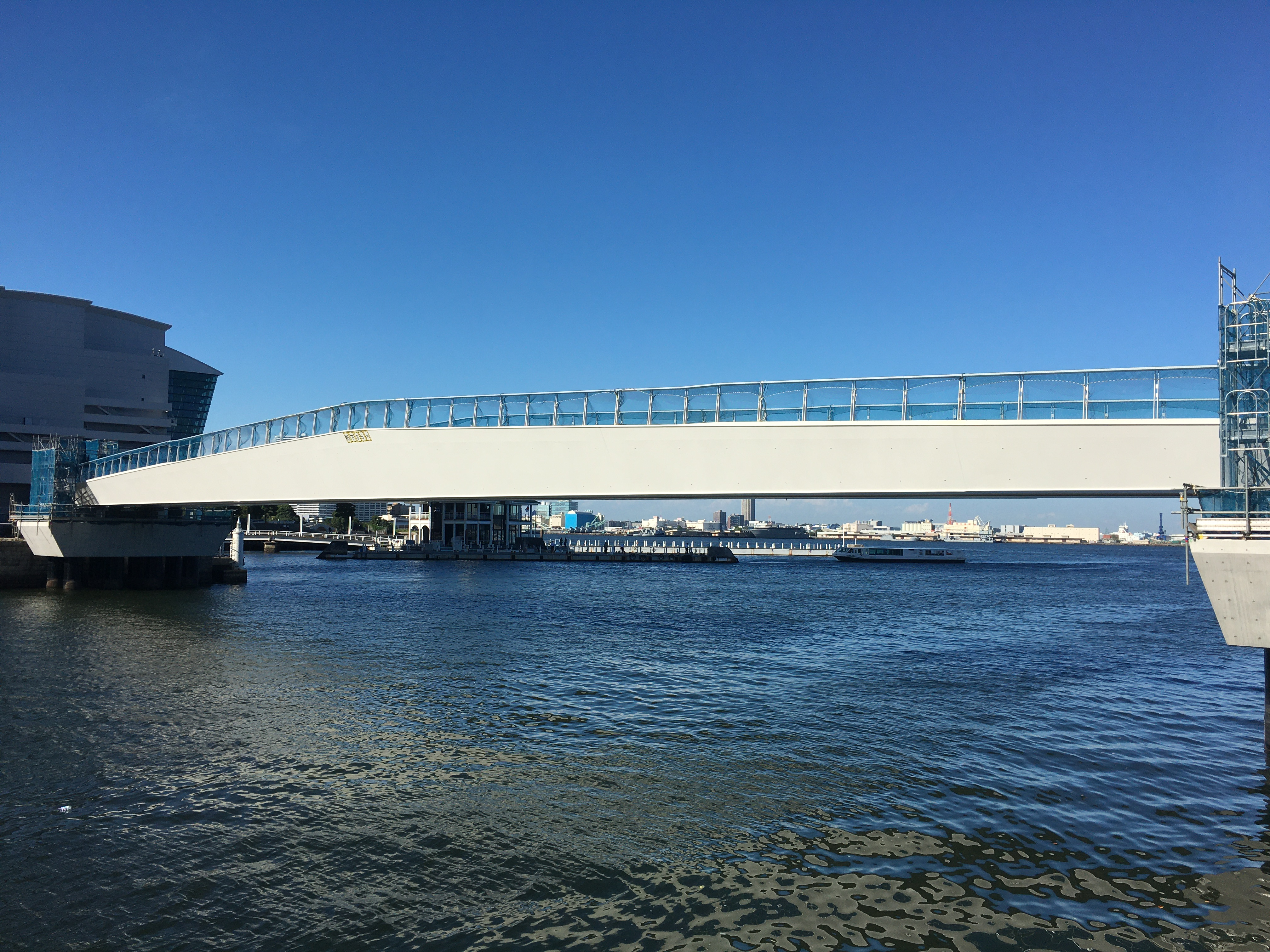
かさ上げ工事中（2020年9月4日撮影）
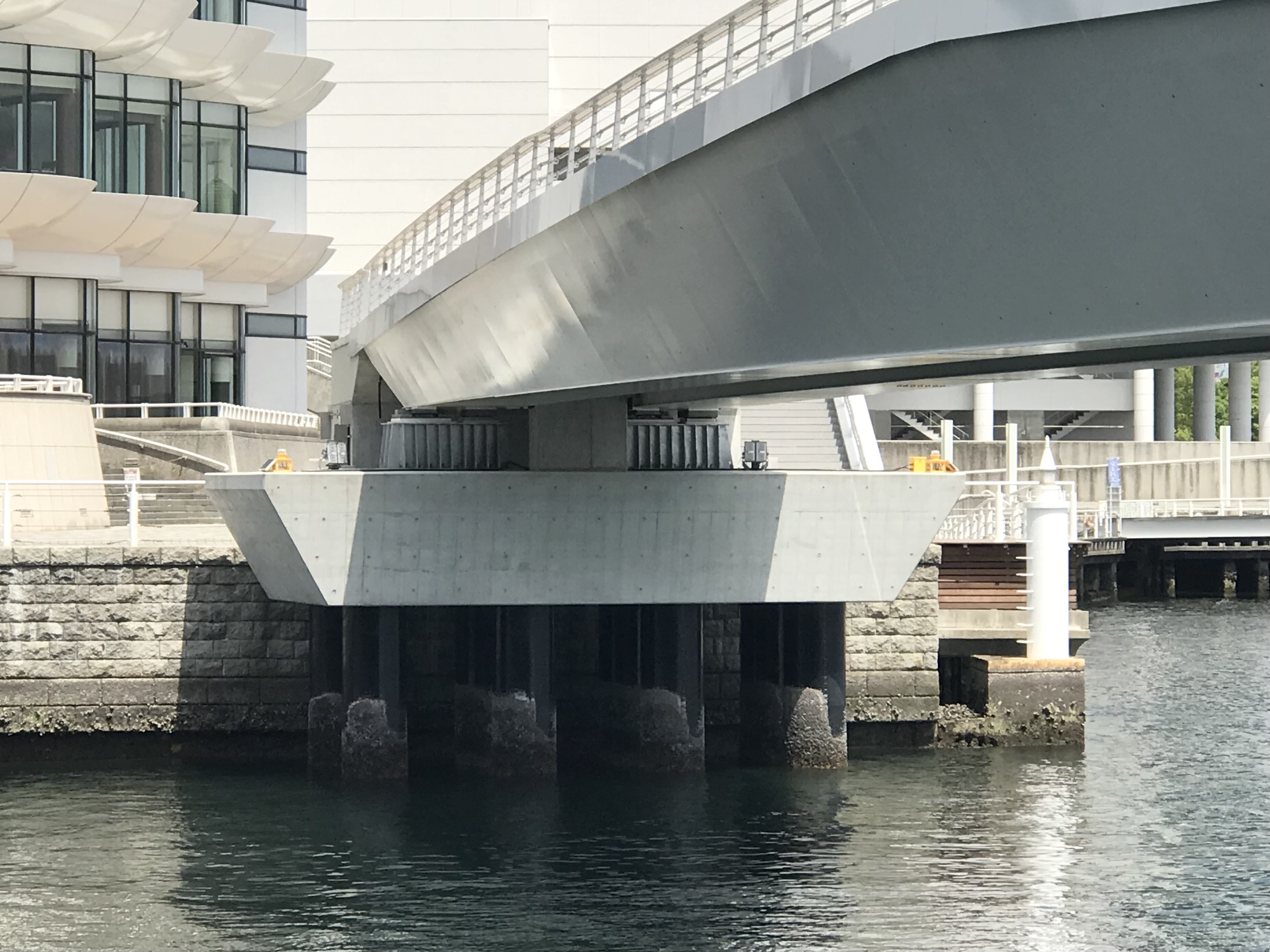
かさ上げ竣工後、施工箇所をズーム（2021年5月10日撮影）
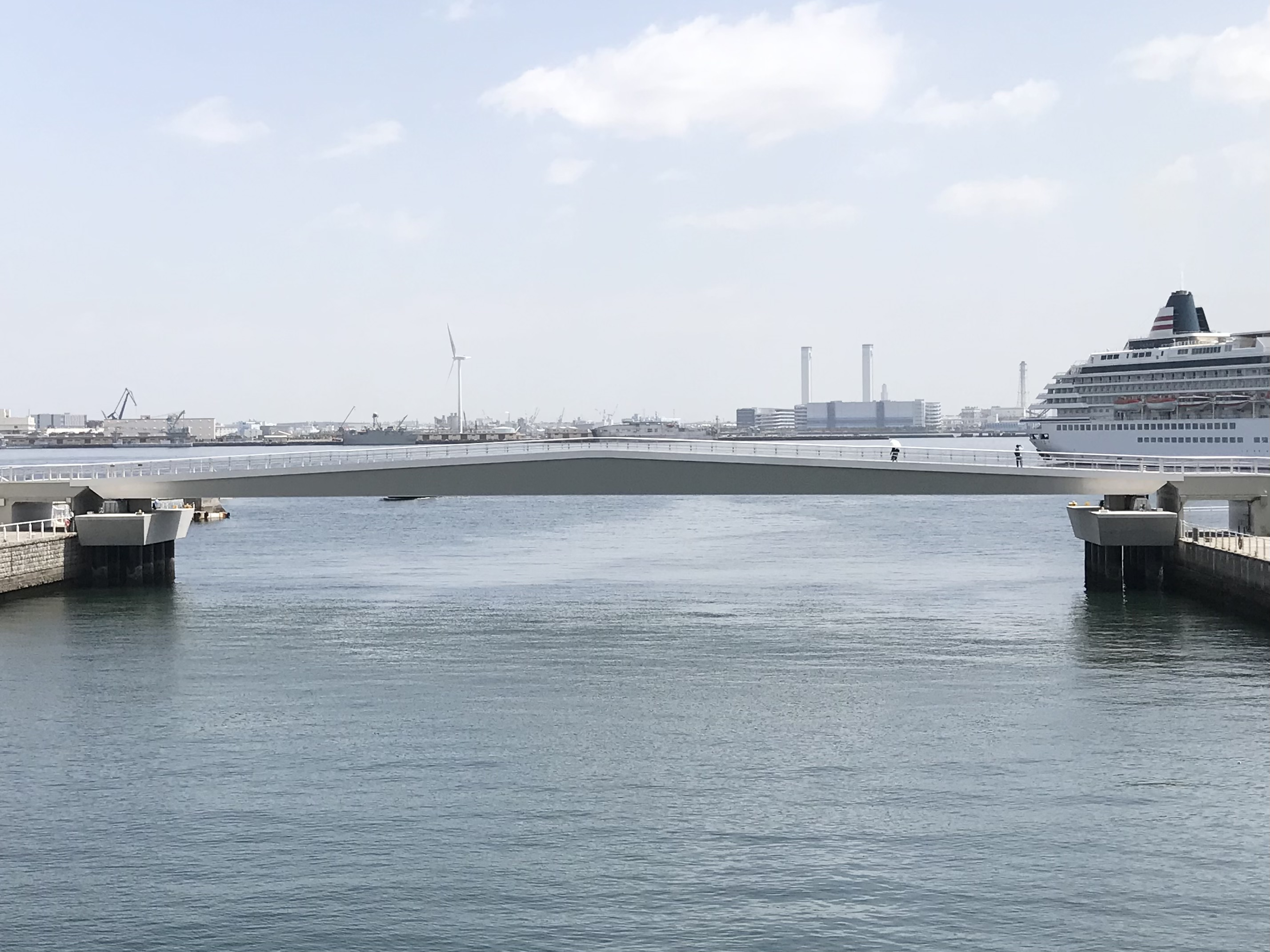
女神橋を手前の国際橋より撮影（2021年5月10日撮影）
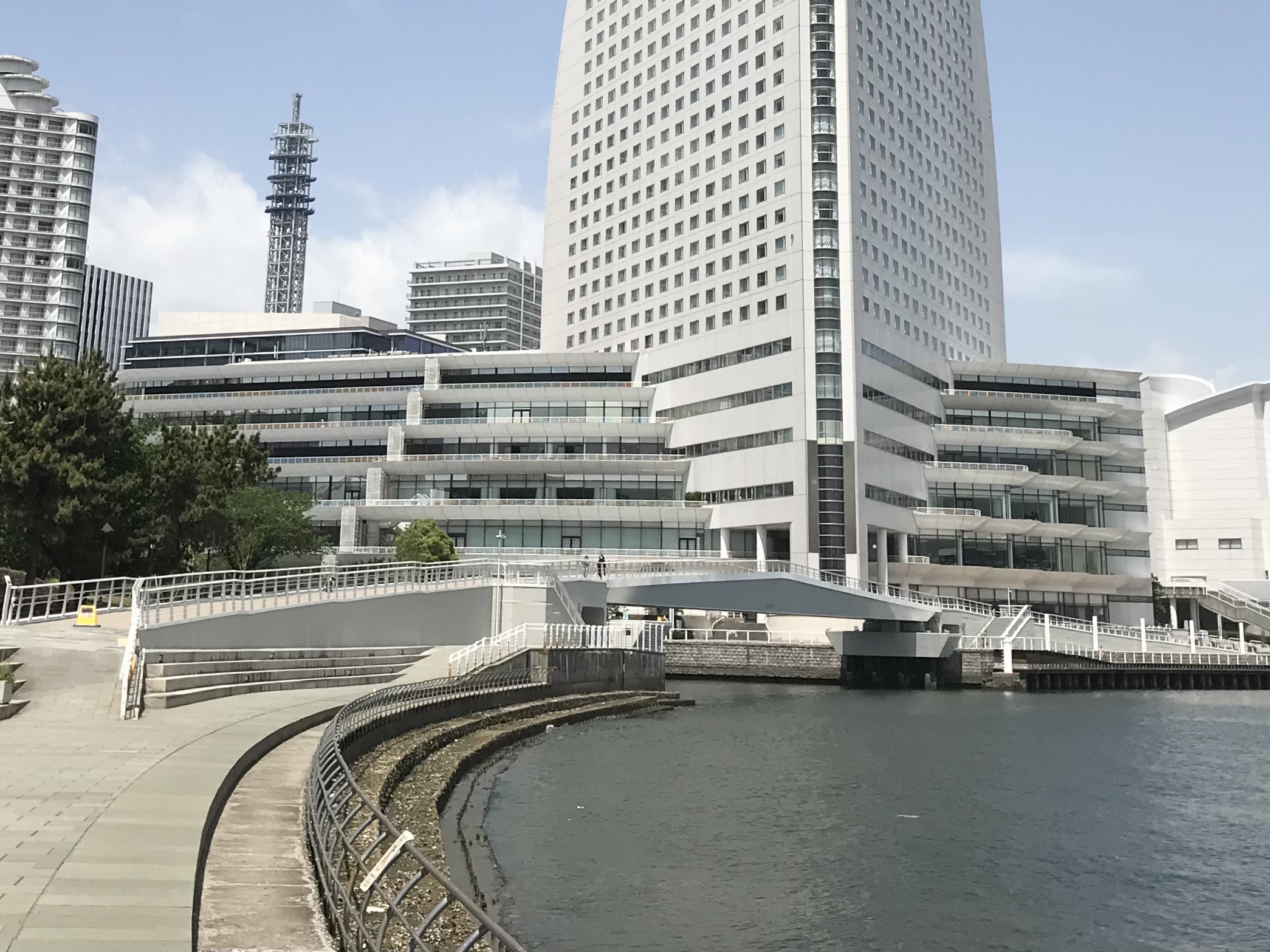
女神橋全景、左手前がスロープ部分（2021年5月10日撮影）
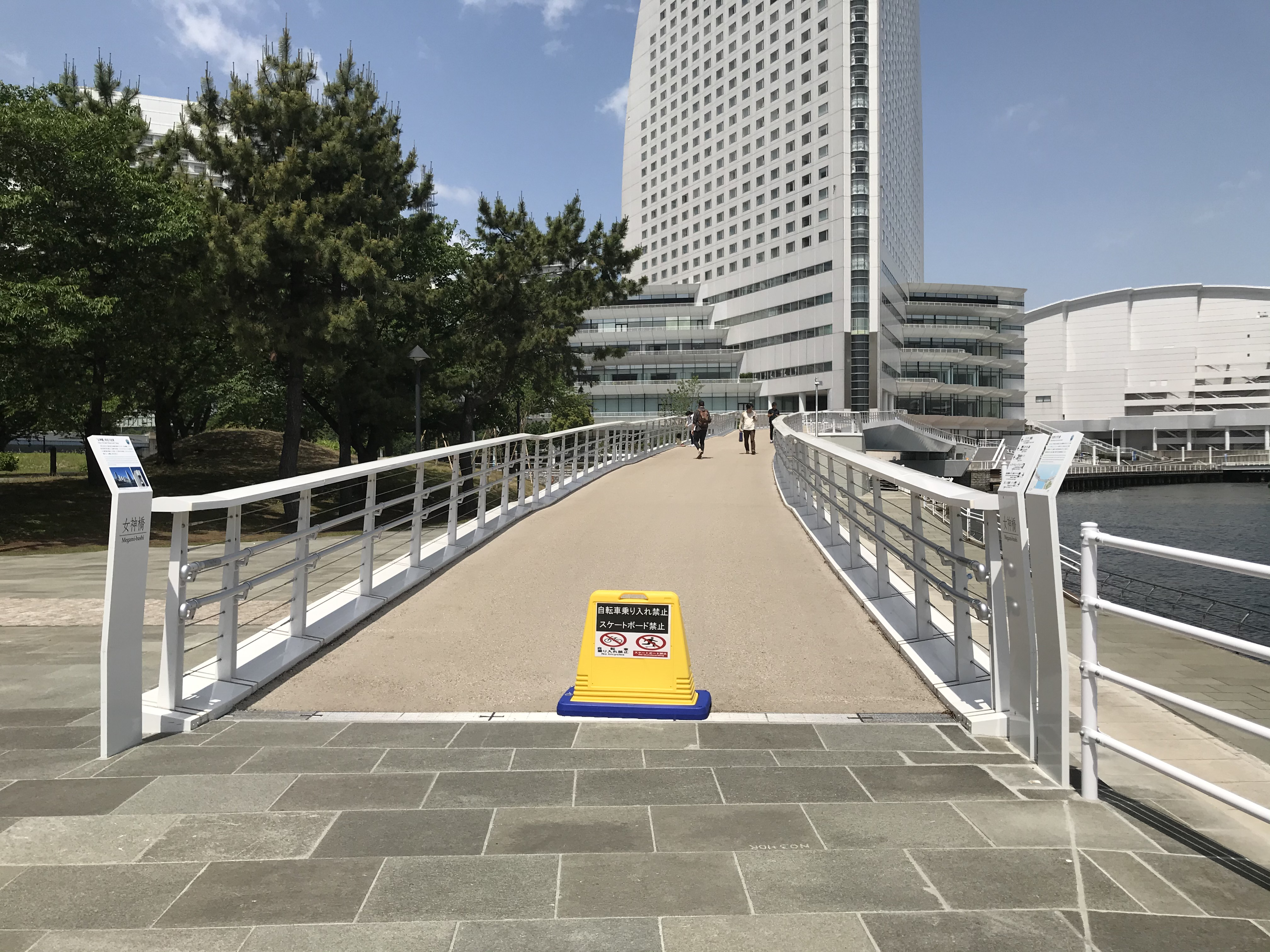
新港側のスロープ入口（2021年5月10日撮影）
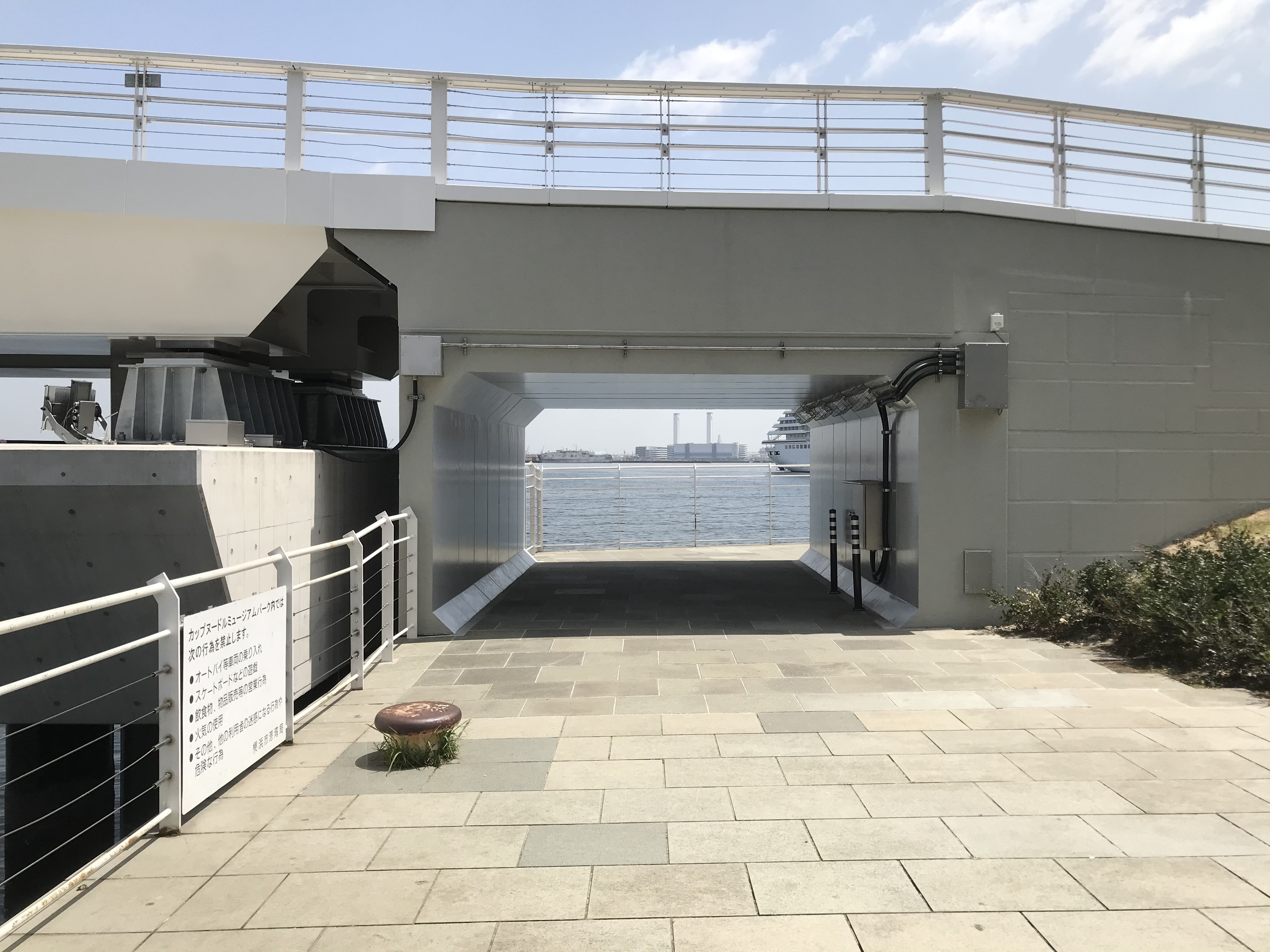
女神橋の下部通路、両岸とも通り抜けできる（2021年5月10日撮影）

## 橋梁名
建設時の仮称は「みなとみらい歩行者デッキ」であったが、橋梁名の一般公募が行われ、市内港北区在住の女性による案「女神橋」が採用された。隣接するヨコハマグランドインターコンチネンタルホテルの上部にブロンズの女神像「みちびき」が設置されていること、女神像は国際平和のシンボルであることから、横浜の発展やここに集う人々の幸福、世界平和の願いが込められている。

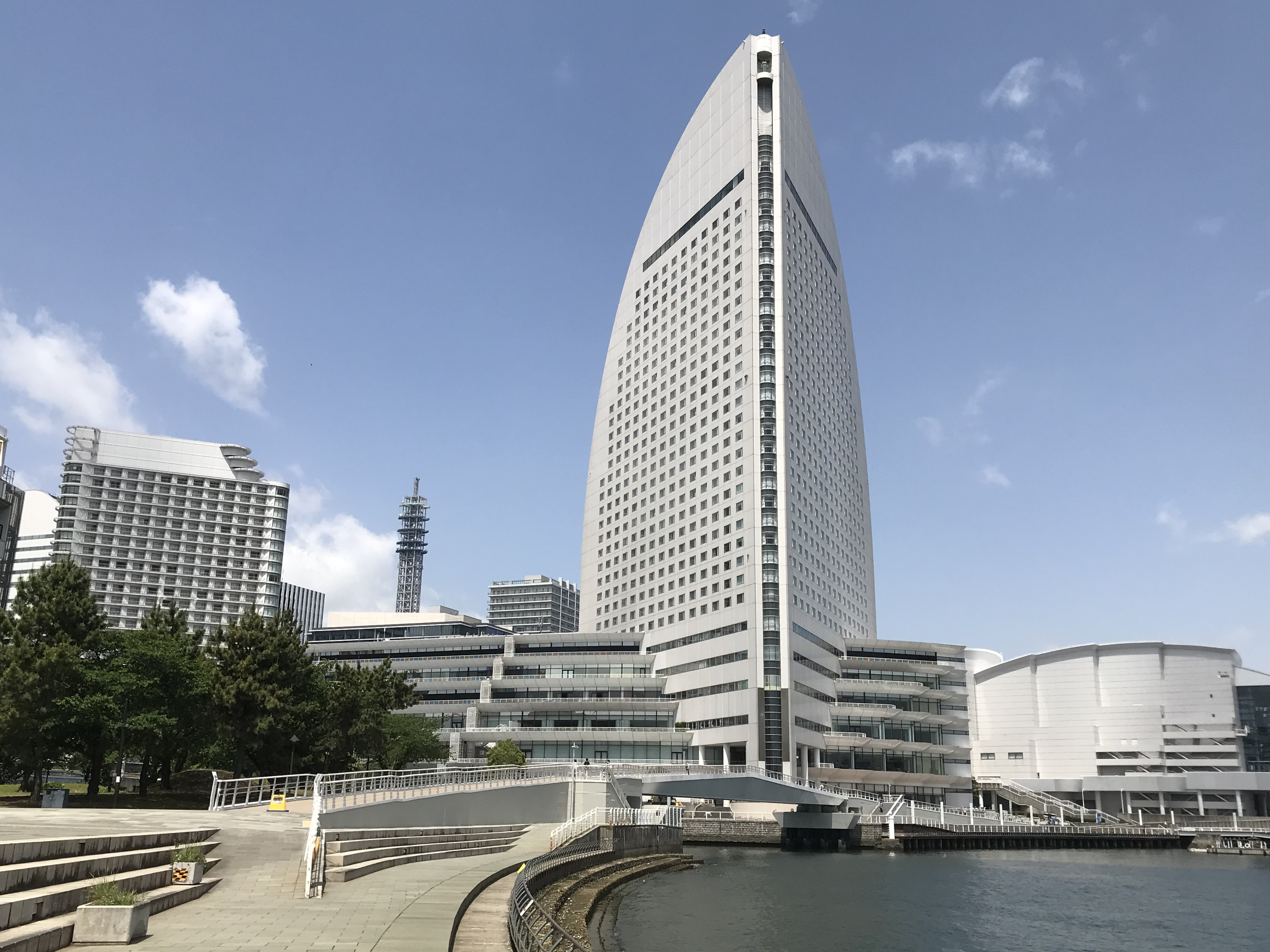
ヨコハマグランドインターコンチネンタルホテルと女神橋、同ホテル最頂部付近に女神像があり、眼下に女神橋が架かる（2021年5月10日撮影）